# Henricus Melis
Henricus Joannes Melis (Sas van Gent, 1 september 1845 – Rotterdam, 14 maart 1923) was een Nederlandse kunstschilder in de stijl van de Haagse School. Hij is vooral bekend door zijn landschaps- en interieurschilderijen.  

## Werken (selectie)

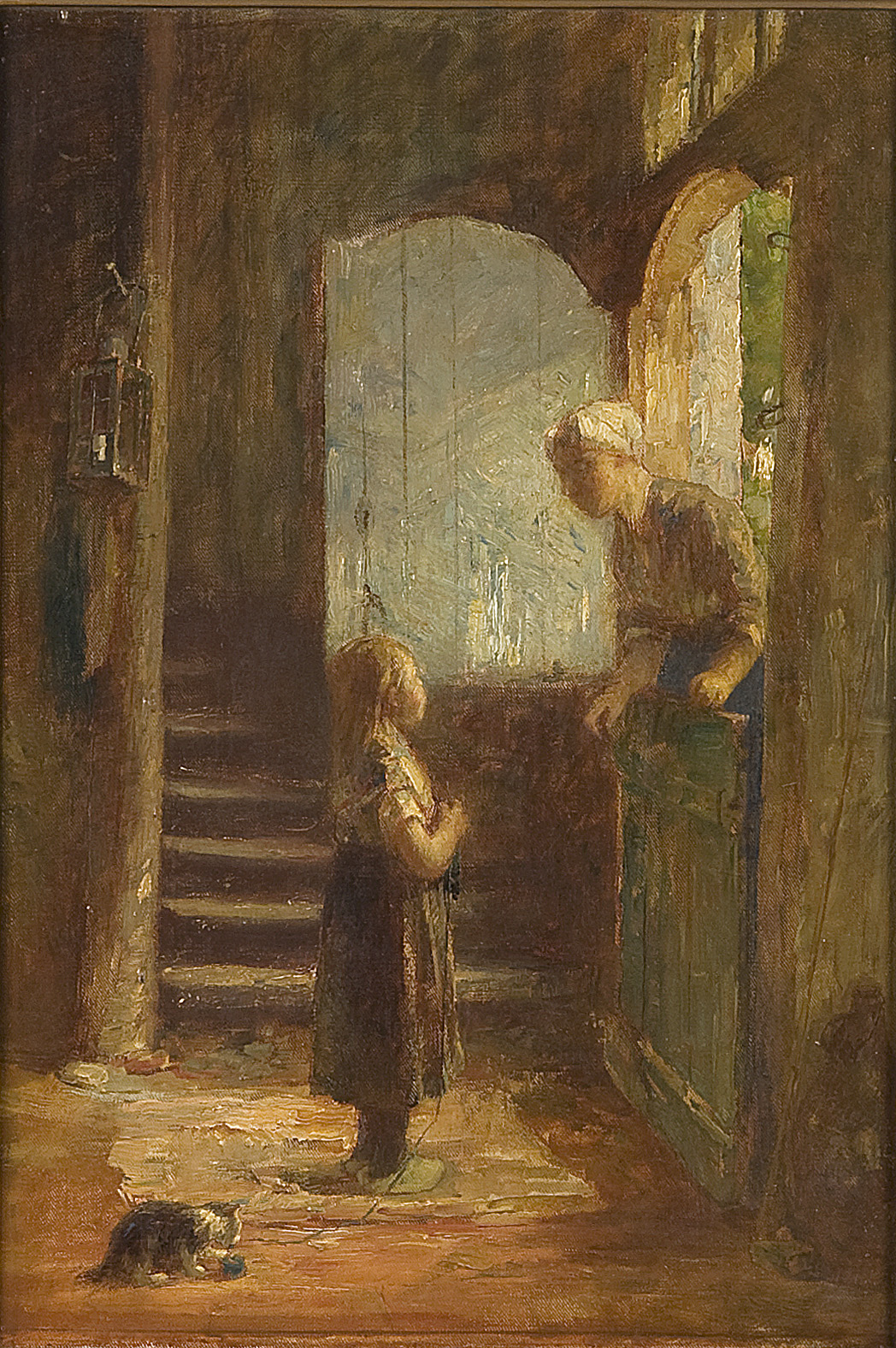
Interieur met meisje en een vrouw leunend over een onderdeur
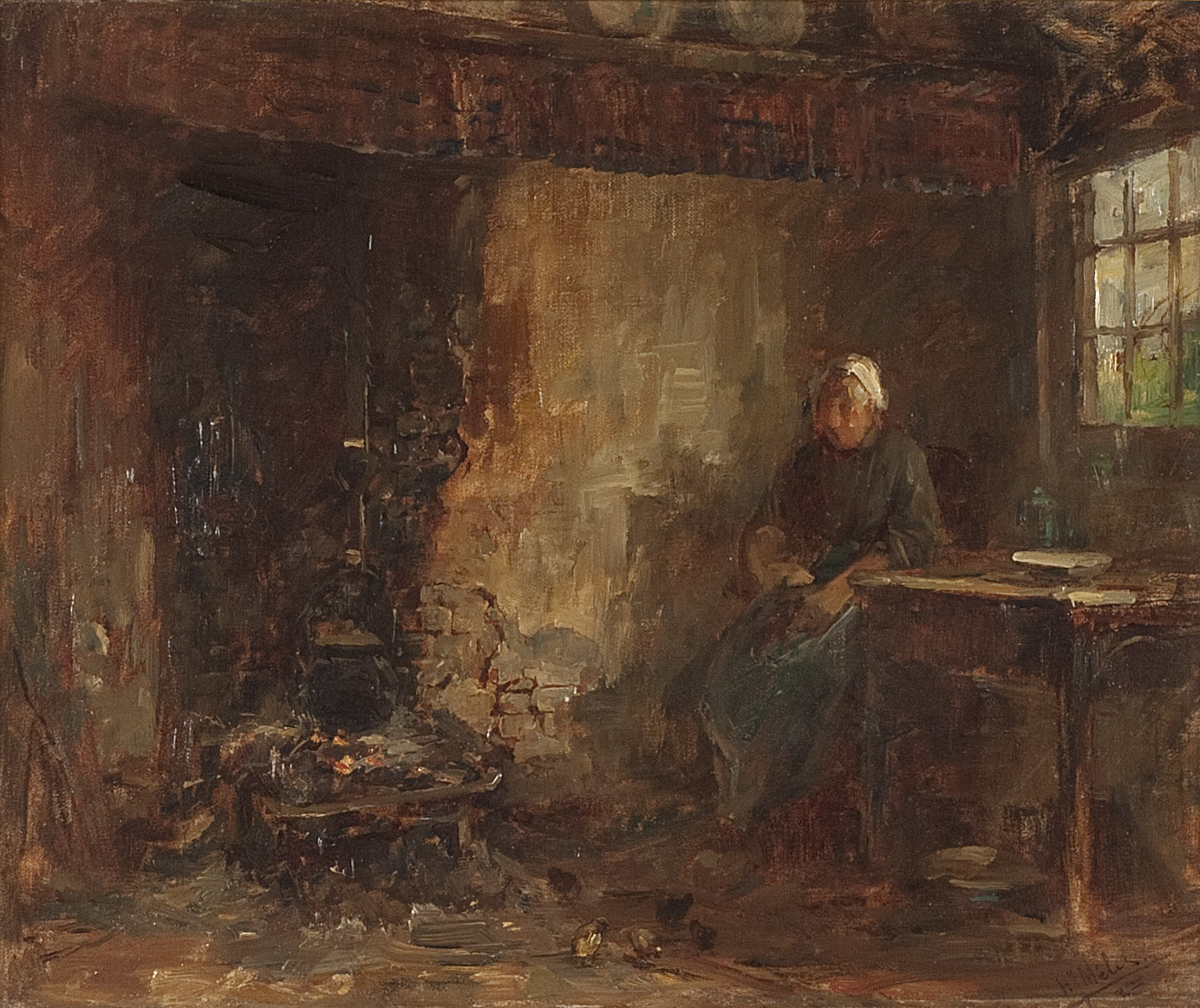
Interieur met boerenvrouw
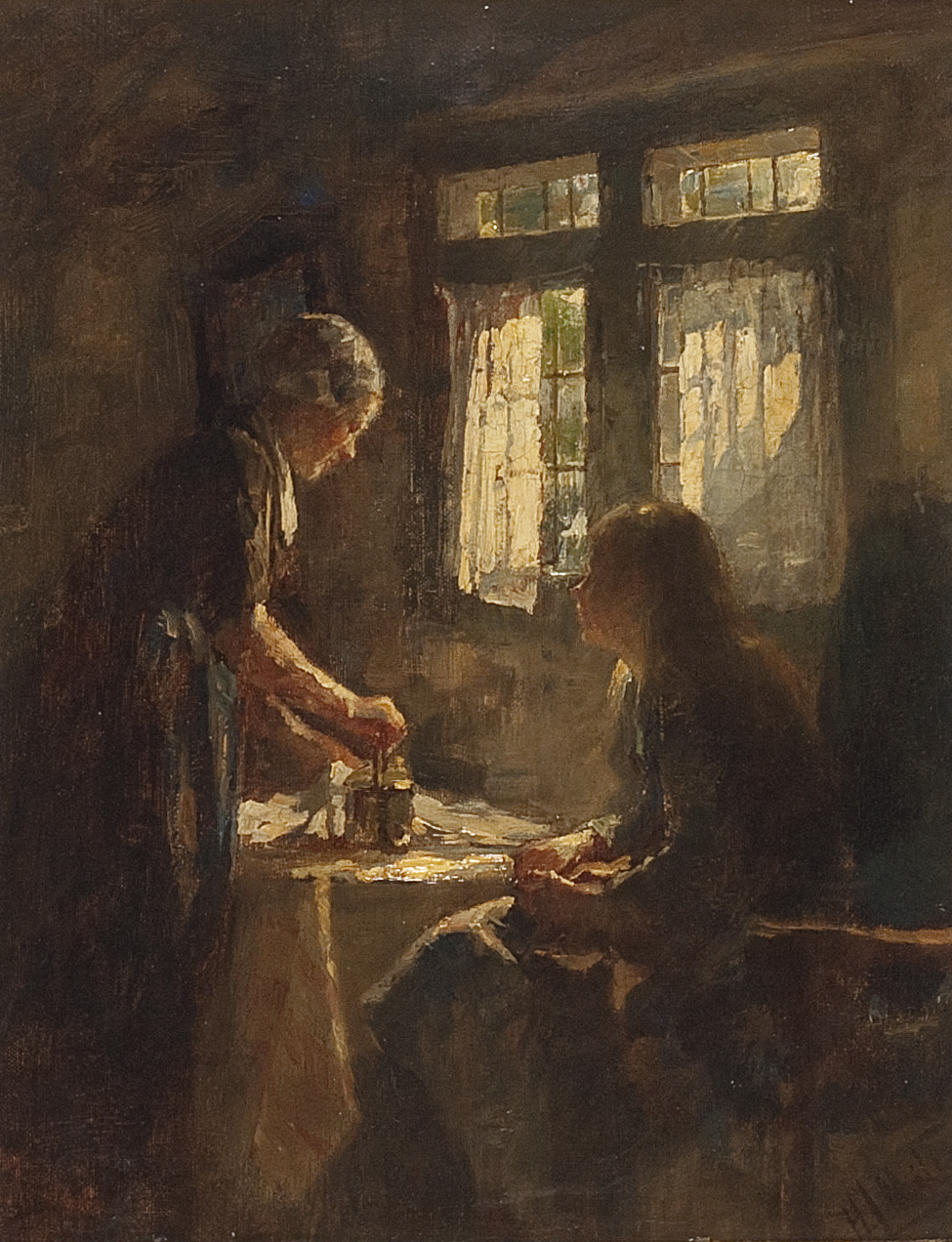
Interieur van een boerderij
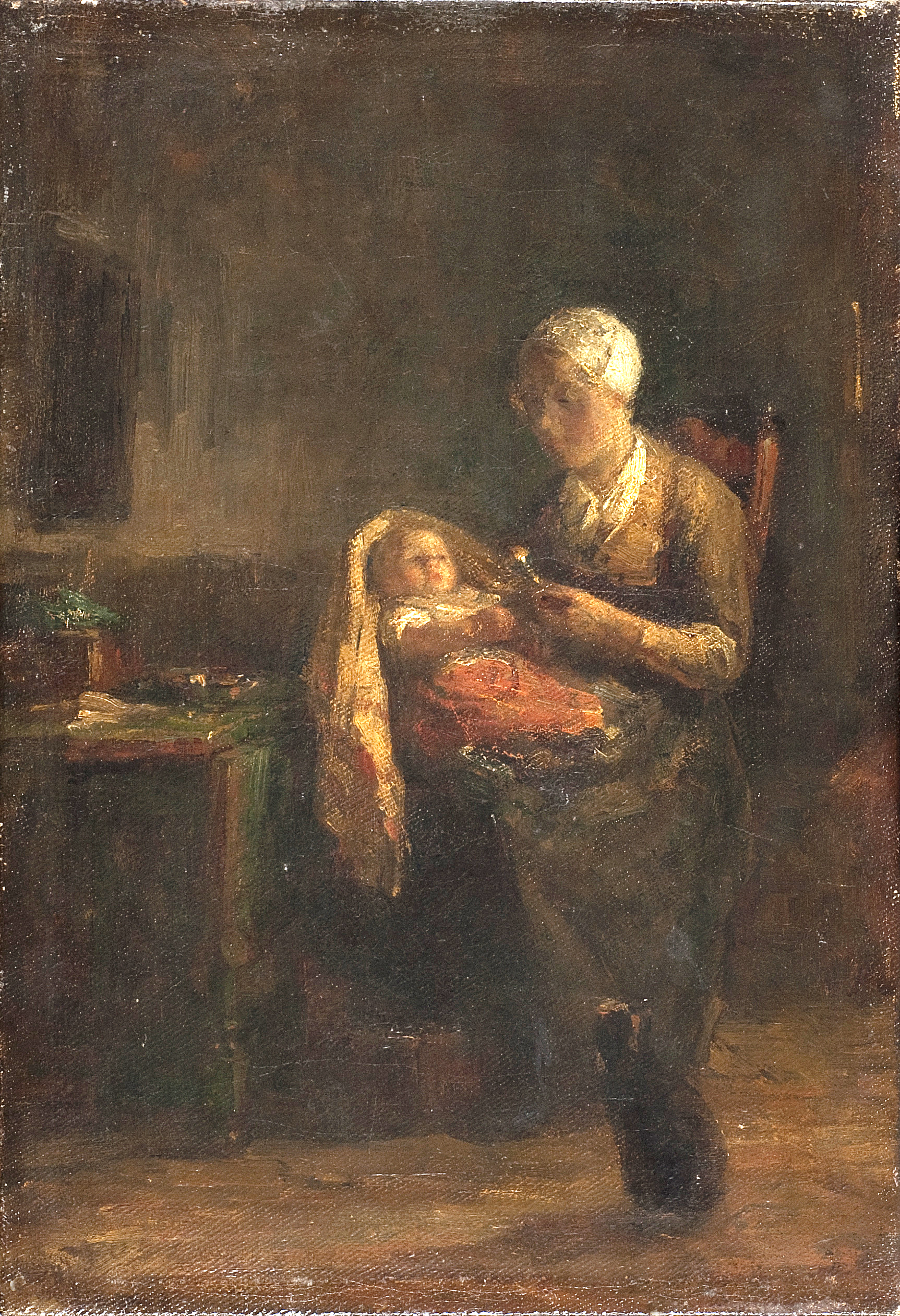
Interieur met moeder en kind
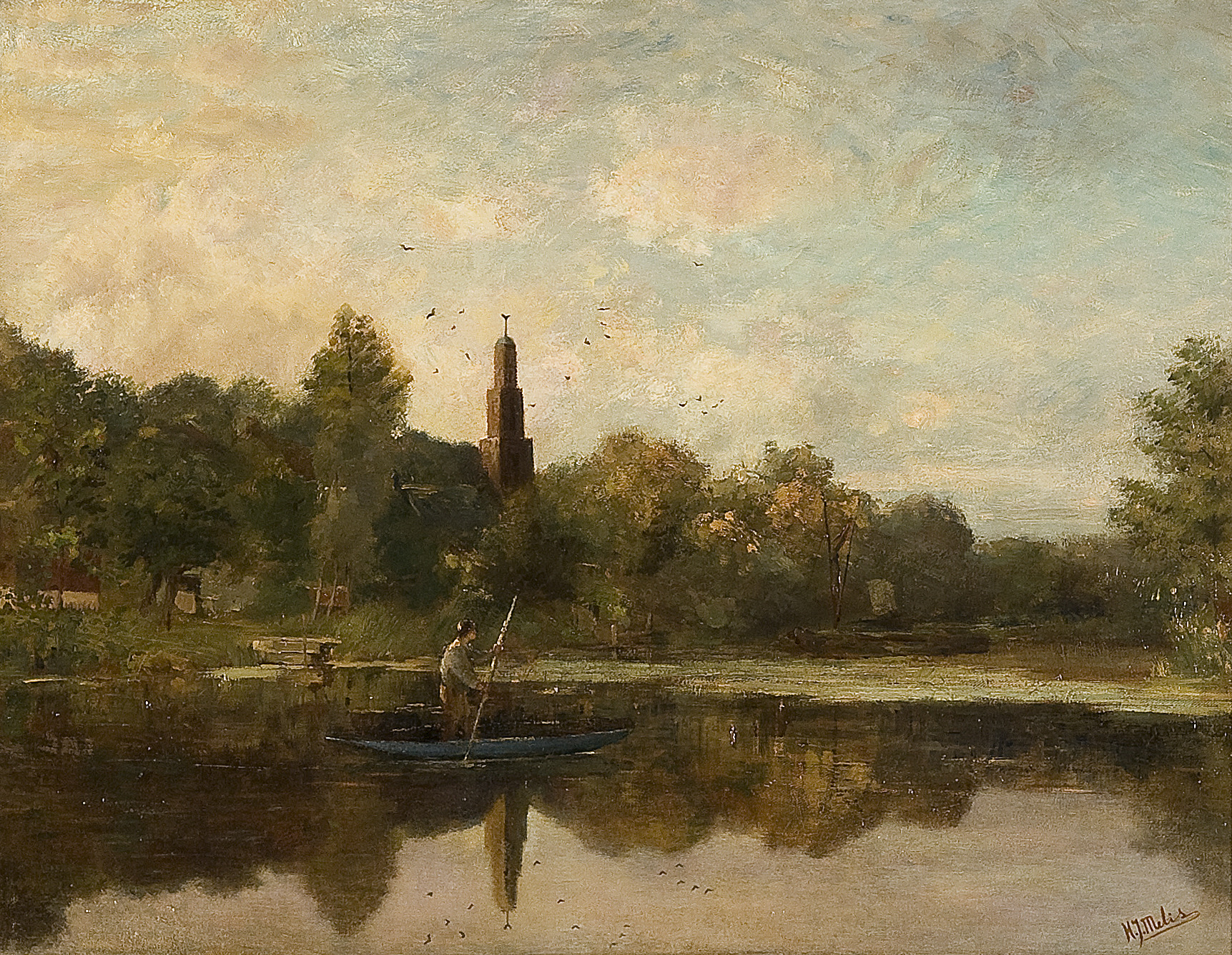
Een vijver bij een stad
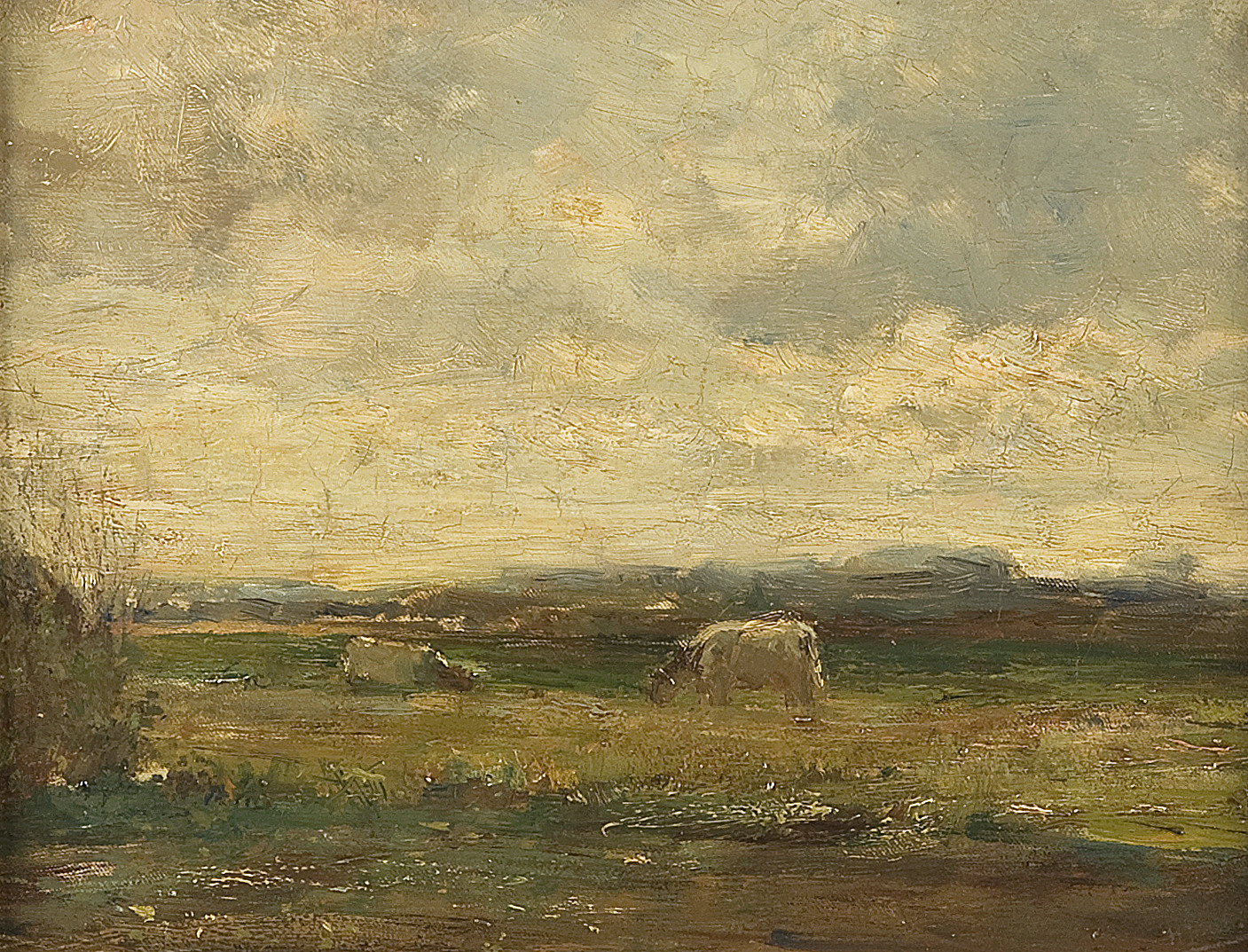
Landschap met twee koeien
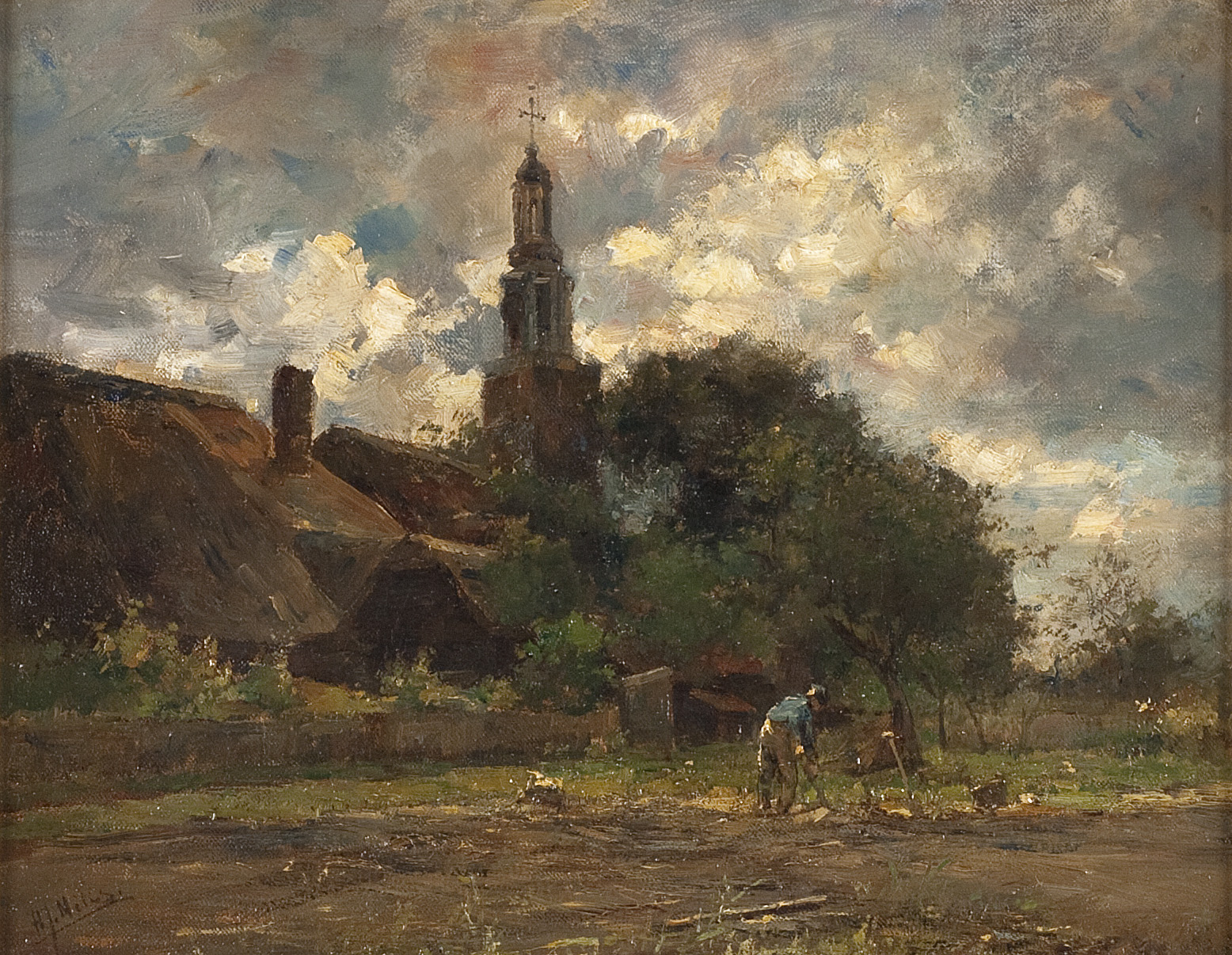
Dorpsgezicht
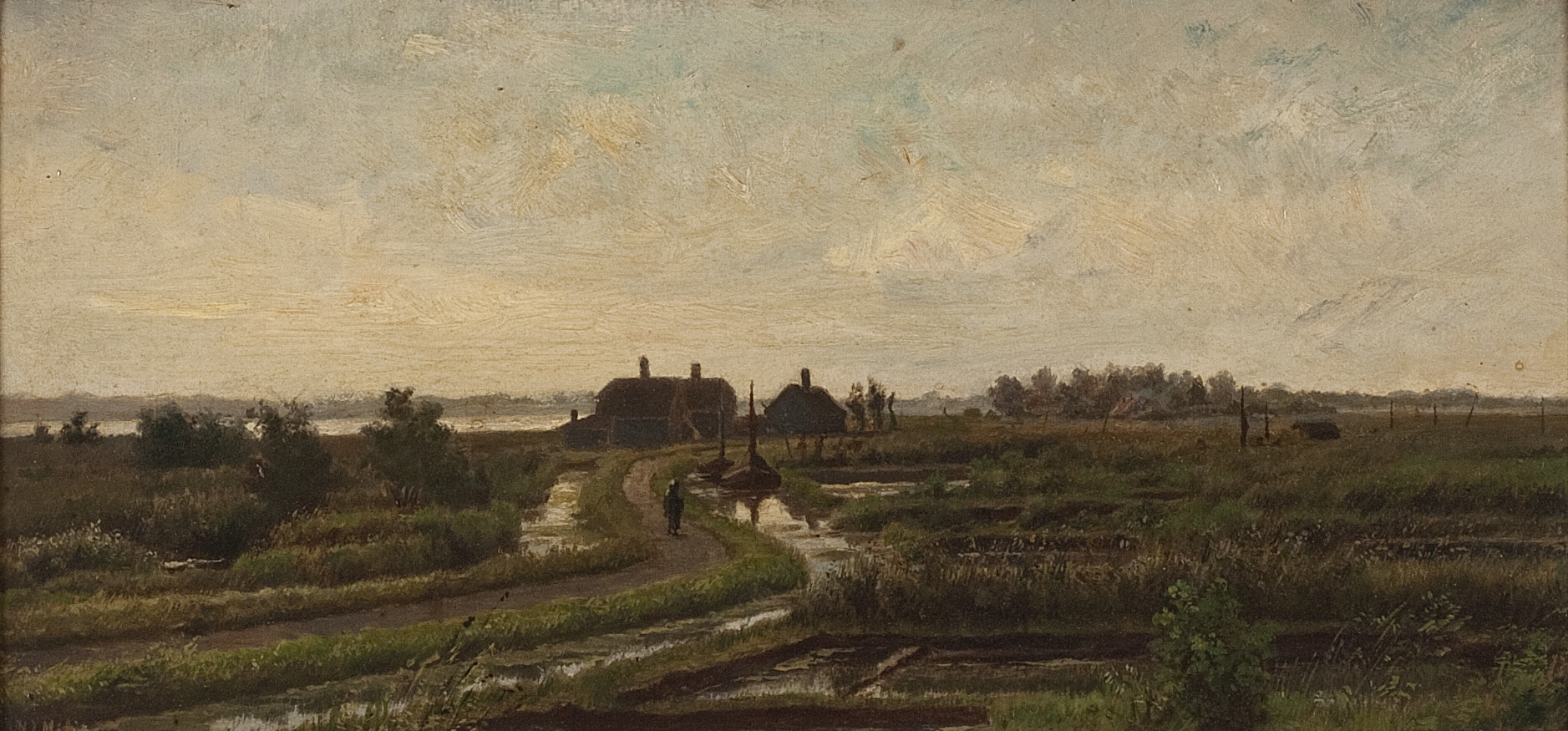
Rivierlandschap met boerderijen